# 1957 في الكويت
تحتوي هذه المقالة على أهم الأحداث التي شهدتها الكويت في 1957، إضافة إلى أهم الشخصيات الكويت التي وُلدت أو تُوفيت في هذه السنة.

## أحداث
- هدم سور الكويت والإبقاء على بواباته فقط.[1]

- إجراء أول تعداد للسكان.[1]

## مواليد
- 23 سبتمبر – آدم مرجان –  لاعب كرة قدم كويتي سابق لعب لنادي كاظمة الكويتي، ومدرب كرة قدم كويتي حالي.
- 22 أغسطس – جمال الشطي – ممثل كويتي.[2] بدأ مشواره عام 1983 كفني إضاءة ومصور للأعمال الفنية، ودخل التمثيل عام 1990 خلال سهرة تلفزيونية حملت اسم إنهم أحبابي وثم استمر بالتمثيل وكانت عادة ما تكون أدوار  كوميدية.
- خالد خليفة الشمري – عداء كويتي
- ربيع سعد – لاعب كرة قدم كويتي
- سارة أكبر – عالمة وناشطة كويتية
- سالم عبد الله الجابر الصباح – وزير الخارجية الكويتي السابق
- ساهرة – ممثلة كويتية
- سلوى الجسار – سياسية كويتية
- صالح الباوي – ممثل كويتي
- ضيف الله ابورميه – سياسي كويتي
- عبد الرحمن العنجري – سياسي كويتي
- عيسى رمضان – إعلامي وخبير أرصاد جوية كويتي
- فايز العامر – ممثل كويتي
- فيصل الدخيل – لاعب كرة قدم كويتي
- فيصل بوغازي – ممثل كويتي
- ليلى محمد صالح – كاتبة كويتية
- نادية صقر – مذيعة كويتية
- نعيم سعد – لاعب كرة قدم كويتي